# Lipocalina-2
La lipocalina-2 (o LCN2, anche conosciuta come NGAL) è una proteina di piccole dimensioni (circa 25.000 dalton) della famiglia delle lipocaline usata attualmente, a livello sperimentale, come marker di insufficienza renale acuta (IRA). Il suo gene si trova sul cromosoma 9.

## Funzione e localizzazione
Inizialmente LCN2 è stata identificata all'interno dei neutrofili come proteina appartenente all'immunità innata. Tale proteina è sintetizzata dai neutrofili a seguito dell'attivazione dei recettori toll-like ed il suo ruolo sarebbe quello di legare il ferro sottraendolo ai batteri ed inibendone la crescita. Successivamente si è scoperto che le cellule del tubulo renale producono LCN2 in caso di qualsiasi tipo di stress o danno. Non è chiara la funzione dell'LCN2 nelle cellule tubulari.

## Uso in medicina
L'innalzamento dei livelli di NGAL è precoce rispetto a quello dei markers classici di danno renale (primo tra tutti la creatinina) e correla con l'entità del danno in modo indipendente da questi, per tale motivo NGAL è ad oggi utilizzato come marker precoce di IRA. Alcuni studi ne ipotizzano un ruolo come marker di patologia cardiaca